# Războaiele Husite
Războaiele Husite, numite și Războaiele Boemiene, au constat într-o serie de acțiuni militare în care au fost implicați discipolii lui Jan Hus din Boemia, în perioada 1420–1434. Războinicii husiți erau, în principal, pedestrași, iar victoriile lor împotriva unor armate mai numeroase, în componența cărora erau mulți cavaleri în armuri, au revoluționat tacticile militare ale infanteriei.

## Origini
Mișcarea Husită a căpătat un caracter revoluționar de îndată ce vestea execuției lui Jan Hus , ca urmare a condamnării lui de către Conciliul de la Konstanz (6 iulie 1415), a ajuns la Praga. Cavalerii și nobilii din Boemia și Moravia, care erau în favoarea reformei în biserică, au trimis, în 2 septembrie , Conciliului de la Konstanz un protest, așa-numitul protestatio Bohemorum, prin care executarea lui Hus era condamnată în termeni dintre cei mai aspri. Atitudinea împăratului Sigismund al Sfântului Imperiu Roman, care a trimis scrisori de amenințare boemienilor, prin care afirma că va distruge pe toți discipolii lui John Wycliff și lui Jan Hus, a înfuriat populația vizată. 
În diferite zone ale Boemiei au izbucnit mișcări de protest, în timpul cărora numeroși preoți catolici au fost alungați din parohiile lor. Aproape imediat după apariția mișcării, husiții s-au împărțit în două grupuri principale, la rândul lor subîmpărțite în subgrupuri. Cu puțin timp înainte de moartea sa, Jan Hus acceptase o dogmă predicată în timpul absenței sale de credincioșii din Praga, așa-numitul utraquism, care presupunea obligația credincioșilor să primească împărtășania în ambele feluri (sub utraque specie).  Această dogmă a devenit cuvântul de ordine al husiților moderați, utraquiști sau calixtiniți (de la cuvântul latinesc calix – potir), în cehă kališníci (de la kalich). Husiții radicali au devenit cunoscuți drept taboriți (în cehă táborité), de la numele orașului Tábor, sau orfani (sirotci), nume adoptat după moartea conducătorului lor militar, Jan Žižka.
Influențat de fratele său Sigismund, regele Wenceslaus al IV-lea al Boemiei s-a străduit să suprime mișcarea husită. Un anumit număr de husiți conduși de Nicolas Hus, (nu există nicio legătură de rudenie cu Jan Hus) a părăsit Praga. Ei au participat la întâlniri în diferite părți ale Boemiei, în special în Sezimovo Usti , aproape de locul unde avea să fie fondat, în scurtă vreme. orașul Tábor. În timpul acestor întâlniri, husiții denunțau cu tărie politica lui Sigismund, îndemnând populația să se pregătească de război. 
În ciuda plecării din oraș a multor husiți de frunte, tulburările din Praga nu au încetat. Pe 30 iulie, când o procesiune husită în frunte cu preotul Jan Zelivsky a traversat străzile Pragăi, antihusiții au aruncat cu pietre de la fereastra primăriei în demonstranți. Husiții conduși de Jan Žižka i-au aruncat de la aceeași fereastră, în stradă, pe primarul și pe consilierii care instigaseră atacul cu pietre. La aflarea veștilor, regele Wenceslaus a făcut un atac de apoplexie și a murit câteva zile mai târziu (16 august 1419).

## Izbucnirea luptelor
Moartea regelui a dus la reizbucnirea tulburărilor în Praga și în aproape toate zonele Boemiei. Mulți credincioși catolici, majoritatea germani, din cauza faptului că rămăseseră credincioși papei, au fost alungați din orașele Boemiei. În Praga, în noiembrie 1419, au avut loc lupte grele între husiți și mercenarii pe care regina Sofia (văduva regelui Wenceslaus și regent după moartea soțului ei) îi strânsese în grabă. După ce o bună parte a orașului a fost distrusă de lupte, a fost proclamat un armistițiu la 13 noiembrie. Nobilii, care deși erau favorabili cauzei husite, o sprijineau pe regină, au promis că aveau să acționeze ca mediatori pe lângă Sigismund, în vreme ce orășenii din Praga au fost de acord să redea forțelor regale castelul Vysehrad. Žižka, care dezaprobase acest aranjament, a plecat din Praga și s-a retras la Plzen. De aici el a plecat mai departe în sudul Boemiei, iar după ce a înfrânt forțele romano-catolice la Sudomer (25 martie 1420), în prima bătălie de poziții a războiului husit, a ajuns la Usti, un mai vechi loc de întâlnire al husiților. Cum nu se simțea în siguranță aici, Žižka s-a mutat în așezările husite nou înființate, numite cu numele biblic Tábor.
Tabor a devenit centrul husiților radicali, care, spre deosebire de utraquiști, recunoșteau numai două scramente – botezul  și  frângerea pâinii – și respingeau cea mai mare parte a ceremoniei religioase romano-catolice. Organizarea ecleziastică a Taborului avea în anumite privințe un caracter puritan, iar conducerea locală a fost stabilită pe baze democratice. Au fost aleși patru hejtmané – (hatmani) – unul dintre ei fiind Žižka, și a fost instituită o disciplină militară strictă.

## Tactica Wagenburg (a taberelor de care)

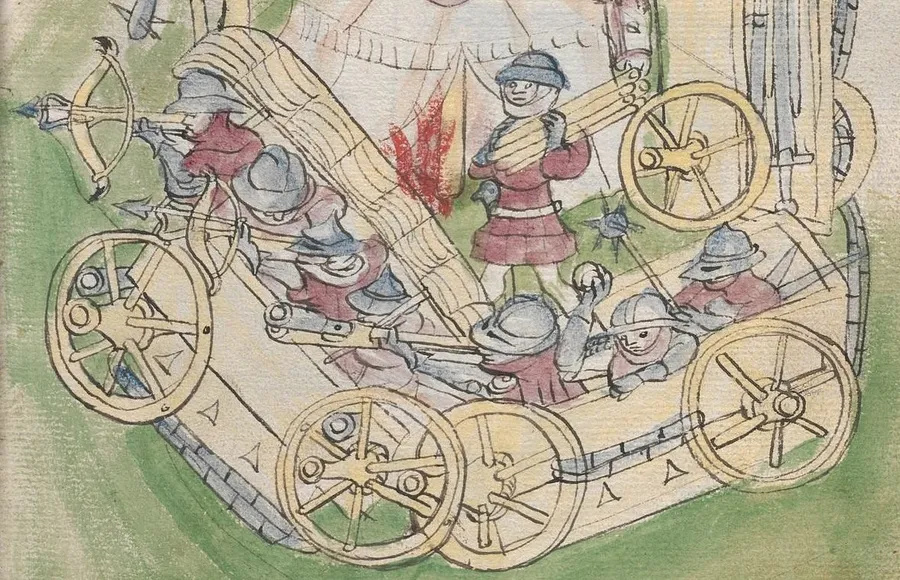
Tactica husită wagenburg, miniatură din Secolul al XV-lea

Funcție de terenul pe care urma să se dea luptele, husiții pregăteau corespunzător carele pentru luptă, formând  patrulatere sau cercuri. Carele erau legate între ele la nivelul roților cu ajutorul lanțurilor și erau poziționate cu colțurile unul lângă altul în unghi, astfel încât caii să poată fi ușor înhămați în caz de nevoie. În fața acestui zid de care era săpat un șanț. Echipajul fiecărui car era format din 18 – 21 soldați: 4 – 8 trăgători cu arbaleta, 2 trăgători cu muscheta, 6 – 8 soldați echipați cu lănci sau bice de luptă (care erau considerate armele naționale ale husiților), doi purtători de scuturi și doi căruțași. 
Tactica de luptă a husiților presupunea două faze: prima fază defensivă, a doua fază de contraatac. În prima fază a luptei, husiții își plasau carele în apropierea inamicului pe care îl provocau cu tiruri de artilerie. În ciuda preciziei reduse, artileria medievală producea pierderi grele inamicului în cazul tragerilor de aproape. 
Pentru a evita creșterea pierderilor, cavalerii în armură trebuiau să atace. Infanteriștii din spatele zidului de care deschideau focul cu arbaletele și muschetele pentru a-și slăbi inamicul. Trăgătorii ținteau la început caii, cavalerii în armuri greoaie fiind mult mai vulnerabili odată descălecați, în plus, mulți călăreți fiind uciși în momentul prăbușirii calului. 
De îndată ce atacul cavaleriei era stopat și moralul atacatorilor scădea, infanteriștii husiți contraatacau. Husiții năvăleau din spatele carelor, în special a celor de pe flancuri, atacând violent inamicul. Inamicul era prins între atacurile de pe flancuri ale infanteriștilor și focul artileriei din patrulaterele de care. Urma retragerea cavalerilor, care-și lăsau în urmă camarazii fără cai, pradă sigură a husiților, care în scurtă vreme și-au câștigat o reputație sumbră de războinici care nu iau prizonieri.

## Prima cruciadă antihusită
După moartea fără urmași a fratelui său Wenceslaus, Sigismund  a avut pretenții la coroana Boemiei, deși în acel moment și mai târziu de altfel, nu era clar dacă Boemia era o monarhie ereditară sau electivă. Sigismund, un catolic convins, a primit fără nicio problemă sprijinul Papei Martin al V-lea, care a emis o bulă papală pe 17 martie 1420, prin care proclama organizarea unei cruciade "pentru distrugerea wycliffiților, husiților și altor eretici din Boemia". Sigismund, însoțit de mai mulți prinți germani, în fruntea unei armate cruciate, a sosit în fața Pragăi pe 30 iunie. Cruciații veneau din toate țările Europei, mulți dintre ei fiind doar aventurieri atrași de perspectiva jafurilor. S-a început asedierea Pragăi, acțiune militară care a fost rapid abandonată. Au fost inițiate negocieri pentru rezolvarea diferențelor religioase. Facțiunile husite unite și-au formulat cererile într-o petiție cunoscută ca "cele patru articole de la Praga": 
1. Cuvântul Domnului va fi propovăduit și făcut cunoscut în Regatul Boemiei în mod liber și într-o manieră sistematică de către preoții lui Dumnezeu.
2. Taina Sfintei Ruperi a Pâinii va fi administrată în mod liber în cele două moduri, a pâinii și vinului, tuturor credincioșilor întru Cristos care nu sunt excluși de la sacramente de păcate morale, în conformitate cu poruncile Mântuitorului nostru.
3. Puterea lumească asupra bogățiilor și bunurilor pământești pe care clericii le posedă în contradicție cu preceptele lui Isus Cristos, spre paguba cinurilor lor și în detrimentul  ramurii seculare, vor fi luate și retrase de la ei, iar clericii vor fi reîntorși la legea evanghelică și la viața apostolică pe care au urmat-o Cristos și apostolii Săi.
4. Toate păcatele morale, toate dezordinile publice în particular, care sunt contrare legilor lui Dumnezeu, vor fi judicios și la timp interzise și distruse de cei care au această datorie în toate rangurile sociale.

Aceste articole, care conțineau esența doctrinei husite, au fost respinse de Sigismund, în special datorită influenței legaților papali, care considerau că cele patru puncte aduc atingere autorității Sfântului Scaun. Datorită acestor fapte au continuat ostilitățile. Deși Sigismund și-a retras armatele de la Praga, castelele Vysehrad și Hradcany au rămas în mâinile trupelor imperiale. Cetățenii praghezi au asediat Vysehradul și, pe la sfârșitul lunii octombrie 1420, garnizoana imperială era pe punctul de a se preda, datorită epuizării stocurilor de alimente. Sigismund a încercat să vină în sprijinul asediaților, dar a fost învins de husiți pe 1 noiembrie, în bătălia de lângă satul Pankrác. Castelele Vysehrad și Hradcany au capitulat și, în scurtă vreme, aproape întreaga Boemie era sub controlul husiților.

## A două cruciadă antihusită
Disensiunile dintre diferitele facțiuni i-au împiedicat pe husiți să exploateze la maxim victoria lor. La Praga, preotul demagog Jan Želivský a avut pentru o vreme autoritate nelimitată asupra claselor de jos și a târgoveților. Mișcarea egalitaristă din Tabor a așa-numiților adamiți a fost înăbușită cu asprime de Žižka. În scurt timp, a fost organizată o nouă cruciadă antihusită. O armată germană numeroasă a intrat în Boemia, în august 1421 și a asediat orașul Zatec. După o încercare nereușită de luare cu asalt a orașului, cruciații s-au retras la aflarea veștii că se apropie armatele husite în ajutor. Sigismund a ajuns în Boemia la sfârșitul anului 1421. El a preluat controlul orașului Kutná Hora, dar a fost învins decisiv de Jan Žižka la Nemecky Brod (Deutschbrod) pe 6 ianuarie 1422.

## Războiul civil
Boemia a fost scutită pentru o vreme de orice intervenție străină, dar neințelegerile interne s-au agravat, cauzate parțial de competiția teologică și parțial de orgoliile unora dintre lideri. Jan Želivský a fost arestat și executat la ordinul Consiliului orășenesc al Pragăi pe 9 martie 1422. În Tabor s-au iscat frământări între susținătorii și opozanții lui Žižka. Pentru o scurtă perioadă de timp în 1422, Boemia s-a bucurat de o perioadă de liniște, când prințul  Sigismund Korybut al Poloniei, nepotul regelui Vladislav II Iagello, a fost înscăunat regent al Boemiei. El fusese trimis aici de marele duce al Lituaniei, Vitold, care primise o cerere de la husiți să acepte coroana Boemiei. Autoritatea regentului a fost recunoscută de nobilii utraquiști, de praghezi și de taboriții moderați. Sigismund Korybut a rămas pentru puțin timp în fruntea Boemiei, fiind rechemat în Lituania, după o înțelegere între Vladislav II Iagello și Sigismund. După plecarea lui Sigismund Korybut a izbucnit războiul civil, taboriții luptându-se cu utraquiștii moderați, care în acea perioadă mai erau numiți și "praghezi", dat fiind faptul că cea mai importantă comunitate a lor era la Praga. Pe 27 aprilie 1423, taboriții conduși de Žižka i-au învins pe  utraquiștii conduși de Čeněk de Wartenberg la Horic. După puțin timp, s-a semnat un armistițiu la Konopilt.

## A treia cruciadă antihusită
Papa a început între timp să organizeze o nouă cruciadă împotriva Boemiei, dar încercările sale au eșuat. În ciuda eforturilor monarhilor lor, polonezii și lituanienii nu s-au arătat deloc dornici să-i atace pe boemienii cu care se simțeau înrudiți. Germanii au fost împiedicați de neînțelegerile interne să intervină uniți împotriva husiților. Regele danez, care sosise în Germania în fruntea unei armate importante, nu a dorit să participe singur la luptă și s-a intors în țară. Husiții, care nu se mai simțeau amenințați din nicio parte, au invadat Moravia, unde majoritatea populației le era favorabilă. Husiții, paralizați din nou de disensiuni interne, au fost nevoiți să abandoneze în scurtă vreme Moravia. Orașul  Hradec Králové, care era sub controlul utraquist,  a îmbrățișat doctrina taboristă și a cerut ajutorul lui Žižka. După o serie de victorii ale taboriților în anii 1423 și 1424, facțiunile husite au făcut pace printr-un tratat semnat pe 13 septembrie 1424, în satul Liben, lângă Praga, (în zilele noastre cartier al capitalei cehe).

## Campaniile din 1426 și 1427
În 1426, husiții au fost atacați din nou de dușmanii externi. În luna iunie, armata husită de sub comanda lui Prokop cel Mare, (care preluase comanda taboriților după moartea în 1424 a lui Žižka), și a lui Sigismund Korybut, care revenise în Boemia, au învins în mod clar armatele germane la Usti nad Labem. După încă o victorie împotriva germanilor la Tachov în 1427, husiții au atacat cu vigoare de mai multe ori chiar teritoriul inamic, dar nu au făcut nicio încercare să ocupe permanent zone din afara Boemiei.

## Amestecul polono-lituanian în conflict
Din 1421 până în 1427, husiții au primit sprijin militar din partea polonezilor. Deși Polonia era unul dintre bastioanele catolicismului din regiune, îi sprijinea pe husiți din motive care nu aveau legătură cu religia. Principalul motiv al polonezilor era dorința de răzbunare împotriva Germaniei după încheierea războiului polono-lituaniano-teutonic din 1409 – 1411. Jan Žižka a oferit coroana Boemiei lui Vladislav II Iagello, dar regele Poloniei, sfătuit de consilierii săi, a refuzat demnitatea. Coroana a fost mai apoi oferită marelui duce al Lituaniei, Vitold. Acesta a acceptat cu condiția ca husiții să accepte la rândul lor reunirea cu Biserica Romano-Catolică.  În 1422, Žižka a oferit coroana nepotului regelui Poloniei, Sigismund Korybut, ca regent al lui Vitold pentru Boemia. Korybut nu a reușit să-i reîntoarcă pe husiți în sânul Bisericii Romano-Catolice. El a trebuit să facă uz de forță pentru a ține în frâu diferitele facțiuni husite. Korybut nu a suportat ca rebelii protestanți să nu-și țină promisiunile de reunificare cu catolicii. În câteva ocazii, el chiar s-a angajat în conflicte deschise cu taboriții și cu oreboriții pentru a-i forța să renunțe la schismă. Implicare la scară largă a polonezilor a luat sfârșit în 1427, după ce Korybut a fost arestat de husiți, după descoperierea planurilor poloneze de predare a Boemiei împăratului Sigismund. Polonezii nu au fost dornici să se retragă, dar s-au speriat de planurile papei pentru convocarea unei cruciade antipoloneze determinată de sprijinul pentru husiți.

## Frumoasele raiduri
Husiții au executat mai multe incursiuni militare peste graniță, așa-numitele spanilé jízdy (frumoasele raiduri). În special sub conducerea lui Prokop cel Mare, husiții au invadat Silezia, Saxonia, Ungaria, Luzația și Meissen. Fiecare raid întreprins de husiți era executat împotriva unui vecin care asigurase germanilor trupe în timpul cruciadelor. Raidurile erau concepute să-i sperie într-atâta pe cei din respectivele regiuni, încât să nu mai fie tentați să-i mai ajute pe germani. Raidurile nu au avut efectele scontate, aceste regiuni au continuat să asigure soldați armatelor antihusite. În timpul unuia dintre războaiele dintre Polonia și Statul monastic al Cavalerilor Teutoni, unii dintre husiți i–au ajutat pe polonezi. În 1433, o armată husită de 7.000 de oamnei a intrat prin Neumark în Prusia și a ocupat  Dirschau pe râul Vistula. Ei au avansat până la gurile Vistulei la Marea Baltică, lângă Danzig. Aici au sărbătorit cu fast reușita expediției pentru a arăta lumii că numai marea îi poate opri pe husiți. Istoricul prusac Heinrich von Treitschke avea să scrie mai târziu că ei au "salutat marea cu un cântec sălbatic ceh despre războinicii lui Dumnezeu și și-au umplut ploștile pentru apă cu saramură în semn că încă o dată Baltica s-a supus slavilor."

## Convorbirile de pace și reluarea războaielor
Seria aproape neîntreruptă de victorii ale husiților a arătat că era imposibil să-i obligi cu forța armelor pe răzvrătiți să revină în sânul Bisericii Catolice. Mai mult chiar, caracterul evident democratic al mișcării husite i-a îngrijorat atât de mult pe principii germani, care se temeau ca astfel de mișcări să propage și în țările lor, încât pacea a părut cea mai bună alternativă. Dintre husiți, clerul utraquist era în favoarea păcii. Negocieri de pace au avut loc la conciliul ecumenic convocat la Basel pe 3 martie 1431. Sfântul Scaun a acceptat cu greu ca la acest conciliu să fie prezenți și eretecii husiți, dar a respins plin de indignare propunerea boemienilor ca la întâlnire să participe Biserica Ortodoxă Greacă și reprezentanții altor culte creștine. Mai înainte de a-și da consimțământul pentru participarea la conciliul, Sfântul Scaun a mai făcut o ultimă încercare să-i supună pe husiți. Pe 1 august 1431, o mare armată cruciată în frunte cu Frederick, Margraful de Brandenburg, pe care îl însoțea legatul papal cardinalul Cesarini, a intrat în Boemia. Pe 14 august cruciații au ajuns în dreptul orașului Domažlice. În momentul în care în zonă a sosit o armată husită întărită cu aproximativ 6.000 de polonezi sub comanda lui Prokop ori, așa cum spune legenda, în momentul în care au văzut stindardele husite și au auzit imnul lor de luptă "Kdož jsou Boží bojovníci" ("Voi, care sunteți războinicii lui Dumnezeu"), cruciații s-au retras în grabă. 
Pe 15 octombrie, membrii conciliului, aflați deja în sesiune la Basel, au trimis o invitație oficială husiților să ia parte la deliberări. La Basel a sosit o ambasada husită pe 4 ianuarie 1433 avândul în frunte pe Prokop cel Mare. Nu s-a ajuns la niciun rezultat. Cu toate acestea, negocierile nu au fost abandonate și o schimbare a situației politice din Boemia a permis mai târziu ajungerea la un acord. În 1434 a izbucnit un nou război între utraquiști și taboriți. Pe 30 mai în același an, armata taborită condusă de Prokop cel Mare și Prokop cel Mic, (amândoi au căzut în luptă) a fost înfrântă și aproape anihilată la Lipany. Și în Polonia mișcarea husită a fost înfrântă. Husiții polonezi au fost înfrânți de Władysław al III-lea de Varna în bătălia de la Grotniki, punând astfel capăt pentru totodeauna războaielor husite.

## Înțelegerile de pace
Facțiunea moderată a obținut astfel cea mai influentă poziție în rândul husiților și și-a formulat pretențiile într-un document care a fost în cele din urmă acceptat de Biserica Romano-Catolică, după o ușoară modificare. Acest acord, bazat în mare parte articolele de la Praga declara că: 
1. Sfânta Împărtășanie va fi dată în mod liber în ambele feluri tuturor creștinilor din Boemia și Moravia și celorlalți care aderă la credința acestor două țări.
2. Toate păcatele morale vor fi pedepsite și stârpite de cei a căror sarcină este să facă așa ceva.
3. Cuvântul Domnului va fi predicat liber și într-o manieră sistematică de preoții Domnului  și de diaconii vrednici.
4. Preoții, în timpul în care vor fi în slujba Domnului, nu vor pretinde nicio stăpânire asupra posesiunilor lumești.

Pe 5 iulie 1436, înțelegerea a fost acceptată în mod oficial și semantă la Jihlava, în Moravia, de regele Sigismund, de delegații husiți și de reprezentanții bisericii catolice.

## Urmări
Facțiunea taborită nu și-a mai revenit niciodată după înfrângerea de la Lipany, iar după ce orașul Tabor a fost cucerit de Jiří de Poděbrad în 1452, ritualul utraquist a fost stabilit și aici. Crezul utraquist, deseori variind în ceea ce privește detaliile, a continuat să fie cel stabilit de biserica boemiană, până când toate serviciile religioase necatolice au fost interzise la scurtă vreme de bătălia de la Muntele Alb din 1620.